# شاهزاده فوشیمینومیا سادایوکی

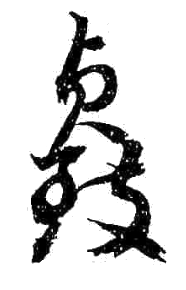
امضای شاهزاده فوشیمی نو میا ساداتوشی در آرشیو آژانس امپراتوری خانوار و دپارتمان مقبره "مجموعه شعر رویایی شاهزاده ساداتوشی"

فوشیمینومیا سادایوکی شیننو (به ژاپنی: 伏見宮 貞致親王 ふしみのみや さだゆきしんのう)، از خانواده امپراتوری ژاپن پسر فوشیمینومیا ساداکیوشیننو و پدر ماساکو جوئو نام کودکی سانا نو میا؛ (تولد ۱۶۹۱ – مرگ ۱۷۱۰ میلادی)، یک زن در دوره ادو، زن اصلی (سی‌شیتسو) یا میدای‌دوکورو شوگون هشتم توکوگاوا یوشیمونه بود.